# Jonathan Pérez Suárez
Jonathan Pérez Suárez, más conocido como Jonathan Pérez (Colunga (Asturias), 19 de junio de 1987) es un piloto de rally español, bicampeón de Asturias de Rally en 2009 y 2010. Su copiloto es Enrique Velasco.

## Biografía
Jonathan Pérez es un joven piloto asturiano que compite en pruebas tanto de ámbito nacional como regional. Ha progresado a base de participar en pruebas del Campeonato de España de Asfalto y de los certámenes regional de Galicia, Asturias y Cantabria. En su primera temporada en el campeonato nacional, el año 2007, finalizó cuarto del Trofeo de España Junior (pilotos menores de 23 años). En la 2008 se proclamó subcampeón de España Junior, pilotando un Citroën C2 y un Mitsubishi Lancer Evo IX. En lo que respecta a campeonatos regionales, disputó la Copa Citroën Cantabria obteniendo el subcampeonato final y primer clasificado junior.
En la temporada 2009 se proclamó Campeón de Asturias de Rallyes, vencedor del Trofeo Junior de España y el Trofeo R3 de España. También ha conseguido el subcampeonato de la Challenge Clio Cup R3 de Rallyes, siendo finalmente octavo en el Campeonato de España de Rallyes de Asfalto.
En la temporada 2010 se ha proclamado nuevamente Campeón de Asturias de Rallyes, y sexto absoluto en el Campeonato de España de Rallyes de Asfalto.
En la temporada 2011 fue subcampeón de España, con seis podiums.

## Resultados

### Campeonato de España
| Año  | Equipo                      | Vehículo                      | 1       | 2       | 3       | 4       | 5       | 6       | 7       | 8     | 9      | 10      | 11    | Posición | Puntos |
| ---- | --------------------------- | ----------------------------- | ------- | ------- | ------- | ------- | ------- | ------- | ------- | ----- | ------ | ------- | ----- | -------- | ------ |
| 2007 | A.C. Principado de Asturias | Citroën C2 GT                 | VLJ Ret |         |         |         |         |         |         |       |        |         |       | ?        | ?      |
| 2007 | A.C. Principado de Asturias | Mitsubishi Lancer Evo IX      |         | PRA 10  | VLL Ret | CBR 17  |         |         |         |       |        |         |       | ?        | ?      |
| 2008 | A.C. Principado de Asturias | Mitsubishi Lancer Evo IX      | RBX 20  |         | PRA 7   | VLL Ret |         |         |         |       |        |         |       | ?        | ?      |
| 2008 | A.C. Principado de Asturias | Citroën C2 GT                 |         | FRR 16  |         |         | CBR 23  |         |         |       |        |         |       | ?        | ?      |
| 2009 | A.C. Principado de Asturias | Renault Clio R3               | VLJ 9   |         | CAN 9   | RBX 7   | ORN Ret | FRR 8   | PRA 6   | VLL 8 | SRM 10 | CBR 9   | MAD 6 | 8.º      | 139    |
| 2009 | A.C. Principado de Asturias | Citroën C2 GT                 |         | CNR 12  |         |         |         |         |         |       |        |         |       | 8.º      | 139    |
| 2010 | AMP Classic Team            | Peugeot 207 S2000             | VLJ Ret |         | CAN 8   | RBX 5   | ORN 8   | FRR 5   | PRA Ret | VLL 6 | MOR 2  | RCM 8   |       | 6.º      | 148    |
| 2010 | AMP Classic Team            | Mitsubishi Lancer Evolution X |         | CNR Ret |         |         |         |         |         |       |        |         |       | 6.º      | 148    |
| 2011 | AMP Classic Team            | Peugeot 207 S2000             | VLJ 3   | CNR 9   | CAN Ret | RBX 3   | ORN 3   | FRR 2   | PRA 4   | VLL 6 | SRM 3  | RCM Ret |       | 2º       | 219    |
| 2012 | AMP Classic Team            | Peugeot 207 S2000             | CNR 4   | CAN 2   | RBX Ret | ORN Ret | FRR Ret | PRA Ret | VLL Ret | SRM 6 | RCM 2  |         |       | 8.º      | 88,5   |
| 2013 | RMC Motorsport              | Mitsubishi Lancer Evo X       | CAN 4   | CAT Ret | RIA Ret | ORE Ret | FER Ret |         |         |       |        |         |       |          |        |
| 2013 | AMP Classic Team            | Citroën DS3 R3T               |         |         |         |         |         | PRI Ret | LLA     | SMO   | MAD    |         |       |          |        |
| 2014 | AMP Classic Team            | Porsche 911 GT3               | CNR     | SMO     | RBX     | OUR Ret | BIE     | FER     |         |       |        |         |       | 10.º     | 62,5   |
| 2014 | AMP Classic Team            | Mitsubishi Lancer Evo X       |         |         |         |         |         |         | PDA 5   | LLA 4 | CAN    | MAD     |       | 10.º     | 62,5   |
| 2015 | RMC Motorsport              | Mitsubishi Lancer Evo X       | ADE 7   | CNR Ret | SMO Ret | RBX 6   |         |         |         |       |        |         |       | 9.º      | 97     |
| 2015 | RMC Motorsport              | Ford Fiesta R5                |         |         |         |         |         | FRR Ret | PDA 4   | LLA 2 |        |         |       | 9.º      | 97     |
| 2016 | RMC Motorsport              | Ford Fiesta R5                | CNR 4   | ADE 4   | SMO 2   | FRR Ret |         | CAN Ret | OUR Ret |       |        |         |       | 11.º     | 93     |
| 2018 | RMC Motorsport              | Ford Fiesta R5                |         |         |         |         |         |         | PDA 6   |       |        |         |       | 32º      | 21     |

- Ref[1]